# Дом 40 на улице Гаппо Баева
Дом № 40 на улице Гаппо Баева, иные наименования — «Особняк Гассиевых», в реестре памятников культурного наследия — «Дом, где жили просветитель, философ, историк Афанасий Абрамович (Афако Абиевич) Гассиев (1906—1915 гг.) и Виктор Афанасьевич Гассиев (1906—1963 гг.)» — памятник истории во Владикавказе, Северная Осетия. Выявленный объект культурного наследия России и культурного наследия Северной Осетии.
Дом связан с жизнью и деятельностью представителей осетинской интеллигенции, просветителя, историка, первого осетинского философа и первого философа на Северном Кавказе Афанасия Абрамовича Гассиева (1844—1916) и его сына, изобретателя фотонаборной машины Виктора Афанасьевича Гассиева (1879—1962).
Расположен на улице Гаппо Баева, д. 40 в историческом районе «Осетинка, Осетинская слободка» (осет. Ирыхъæу). Ближайшие объекты культурного наследия по улице Гаппо Баева — Доходный дом купцов Тер-Асатуровых, д. 33 и памятник архитектуры «Особняк», д. 41.
Двухэтажный кирпичный дом построен в 1880 году. До начала 1920-х годов имел вид городской усадьбы. Предполагается, что А. А. Гассиев построил этот дом в 1880 году на земельном участке, принадлежавшим его родителям. Согласно другой версии А. А. Гасиев приобрёл этот дом в 1906 году и проживал в нём до своей смерти в 1916 году. Его сын Виктор Гассиев жил здесь c 1906 года до своей кончины в 1962 году.
Афанасий Гассиев известен своей научной деятельностью в области философии, истории, этнографии и других научных дисциплинах. Виктор Афанасьевич Гассиев изобрёл в 1894 году первую в мире фотонаборную машину.
В 1990 году на доме была установлена мемориальная доска Афанасию и Виктору Гассиевым, которая была утрачена в 1990-х годах.